# アウルス・セナート
アウルス・セナート (ロシア語: Аурус Сенат, 英語: Aurus Senat) は、ロシア国営のNAMI（中央自動車エンジン科学研究所）によって開発された高級車（セダンおよびリムジン）である。

## 概要
アウルス (Aurus) のブランド名はAura（オーラ）、Aurum（ラテン語で「金」の意）、Rus（ロシア）を掛け合わせた造語である。2013年からプロジェクトが開始され、NAMIの他にソラーズ、ボッシュ、ポルシェエンジニアリング、LiAZなどが開発に参画している。このブランドではEMP (露: ЕМП, ロシア語: Единая модульная платформа, 英語: Unified Modular Platform) と呼ばれる統合モジュラープラットフォームからセダン、スポーツ・ユーティリティ・ビークル（SUV）、MPVを派生させる計画であるが、その最初の車種がセナートである（車名はロシア語で元老院の意）。セナートにはポルシェ開発の4.4 L V型8気筒ツインターボガソリンエンジンが搭載される。
ロシア連邦警護庁ではそれまでのメルセデス・ベンツ・W221プルマンに代えてセナートを使用している。装甲化されたリムジンは2018年5月7日のウラジーミル・プーチン大統領の4期目の就任式にてロシア大統領専用車として披露され、5月9日の軍事パレードでは観閲用のオープンカーが登場した。民生用セダンの「コルテージ」は2018年8月開催のモスクワ国際モーターショーで正式発表された。
2019年6月に開催された第14回20か国・地域首脳会合においても複数のセナートが日本に持ち込まれ、2019年8月のモスクワ国際モーターショーで中国をはじめとして中東や欧州の顧客向けに販売を開始した。
2024年2月にはプーチン大統領から北朝鮮の金正恩総書記にアウルスが贈呈された。正恩は視察等でアウルスを利用している。また、同年6月にプーチン大統領が訪朝した際には、追加でもう1台贈呈されている。

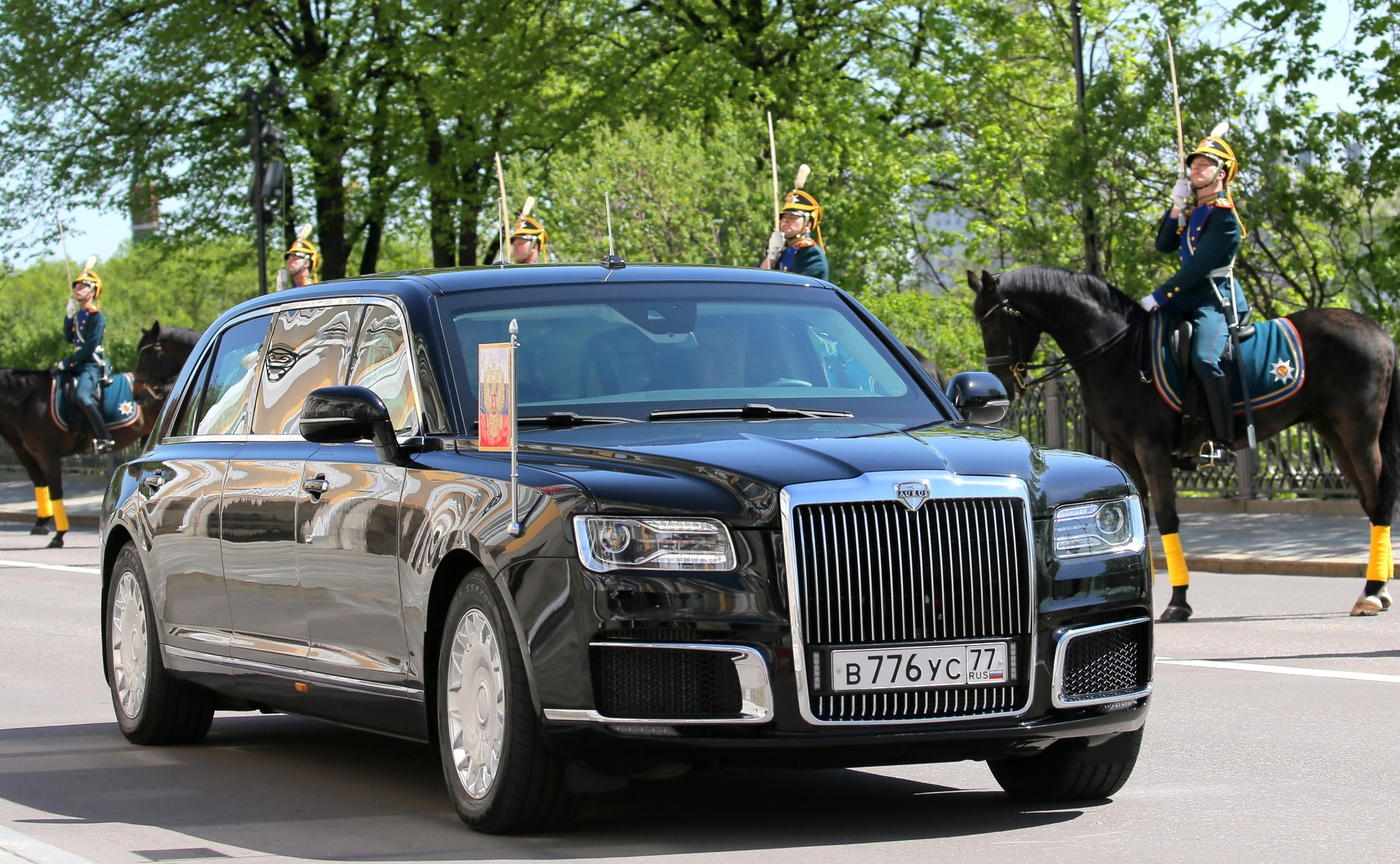
リムジン（フロント）
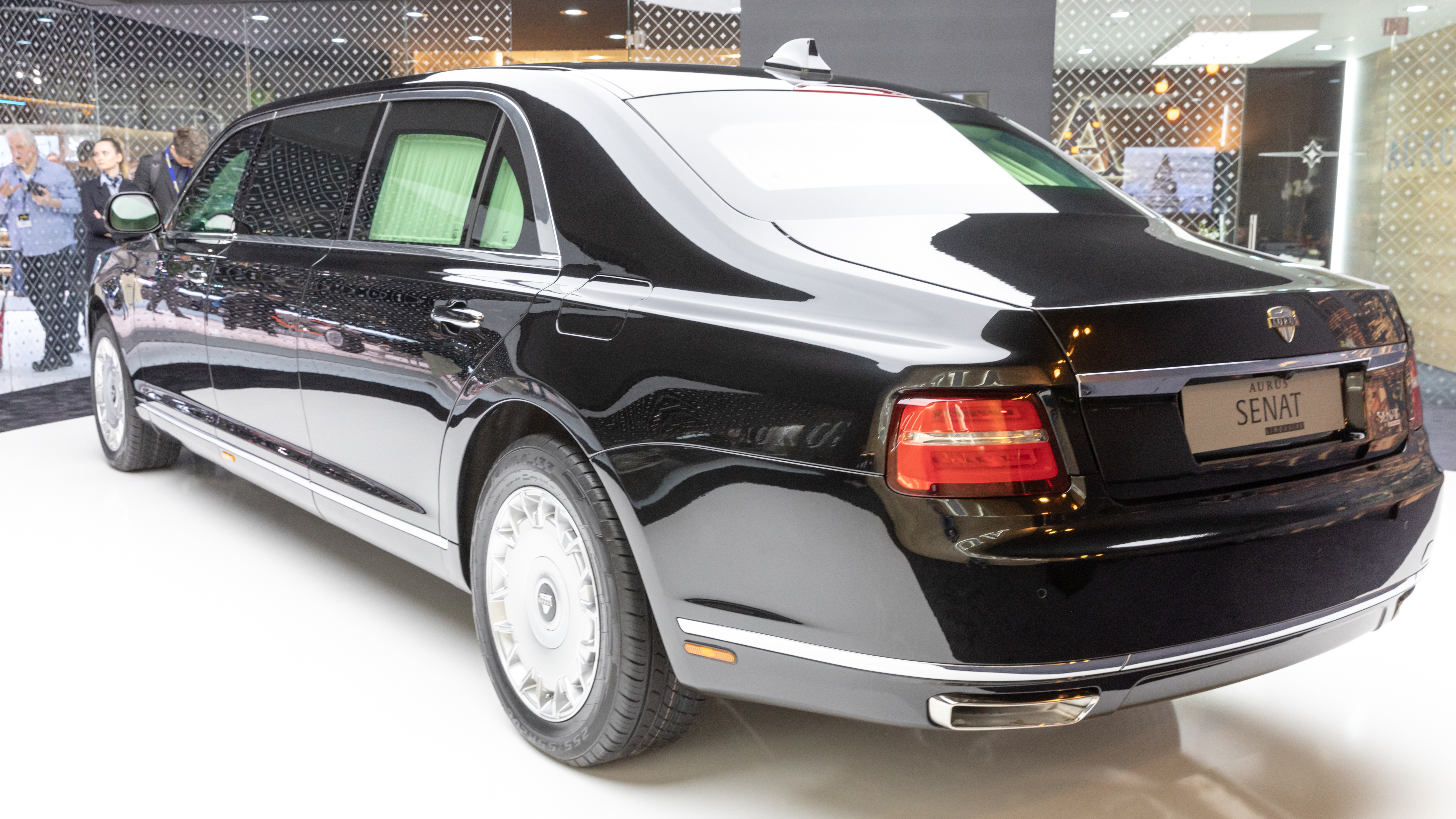
リムジン（リア）
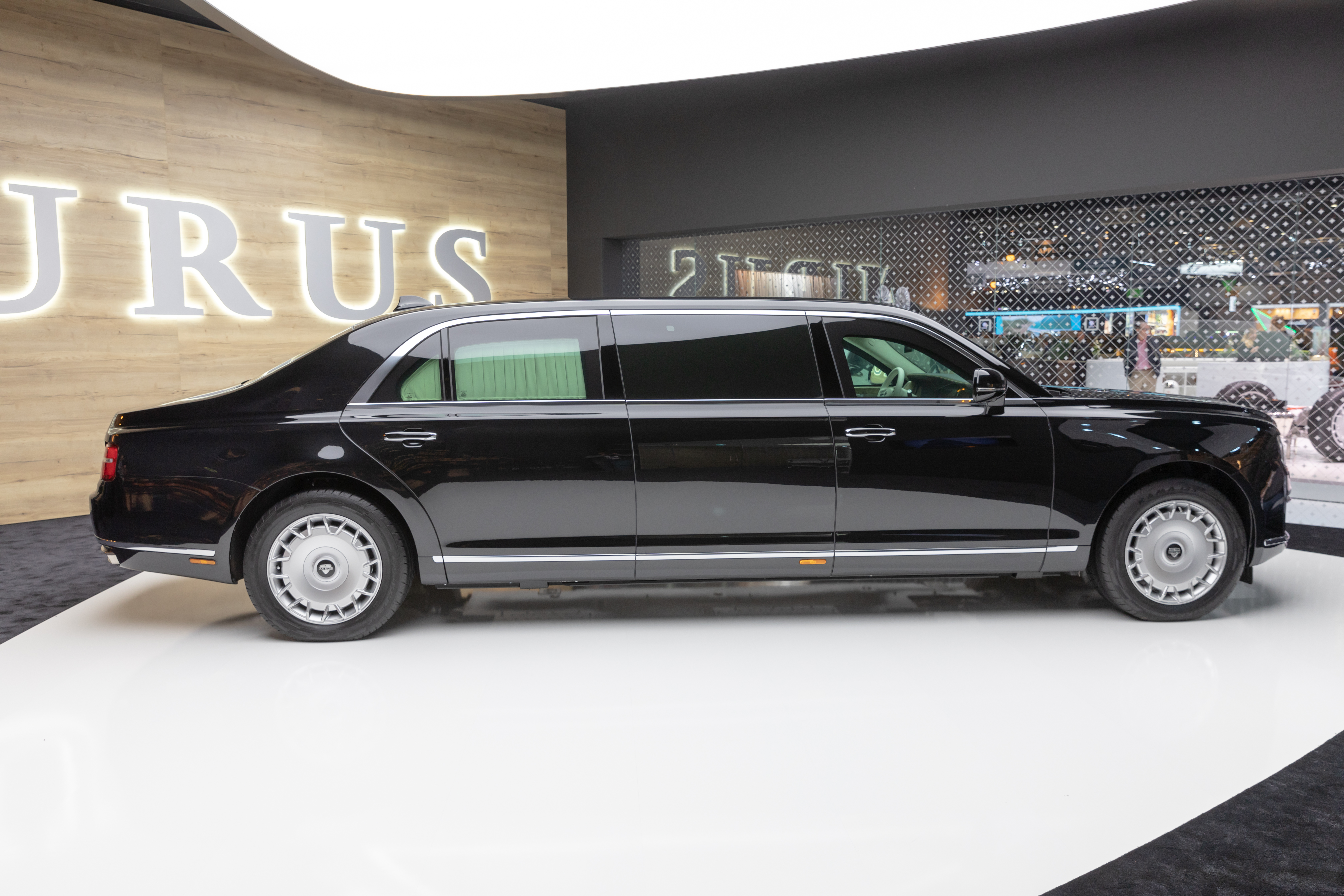
リムジン（サイドビュー）
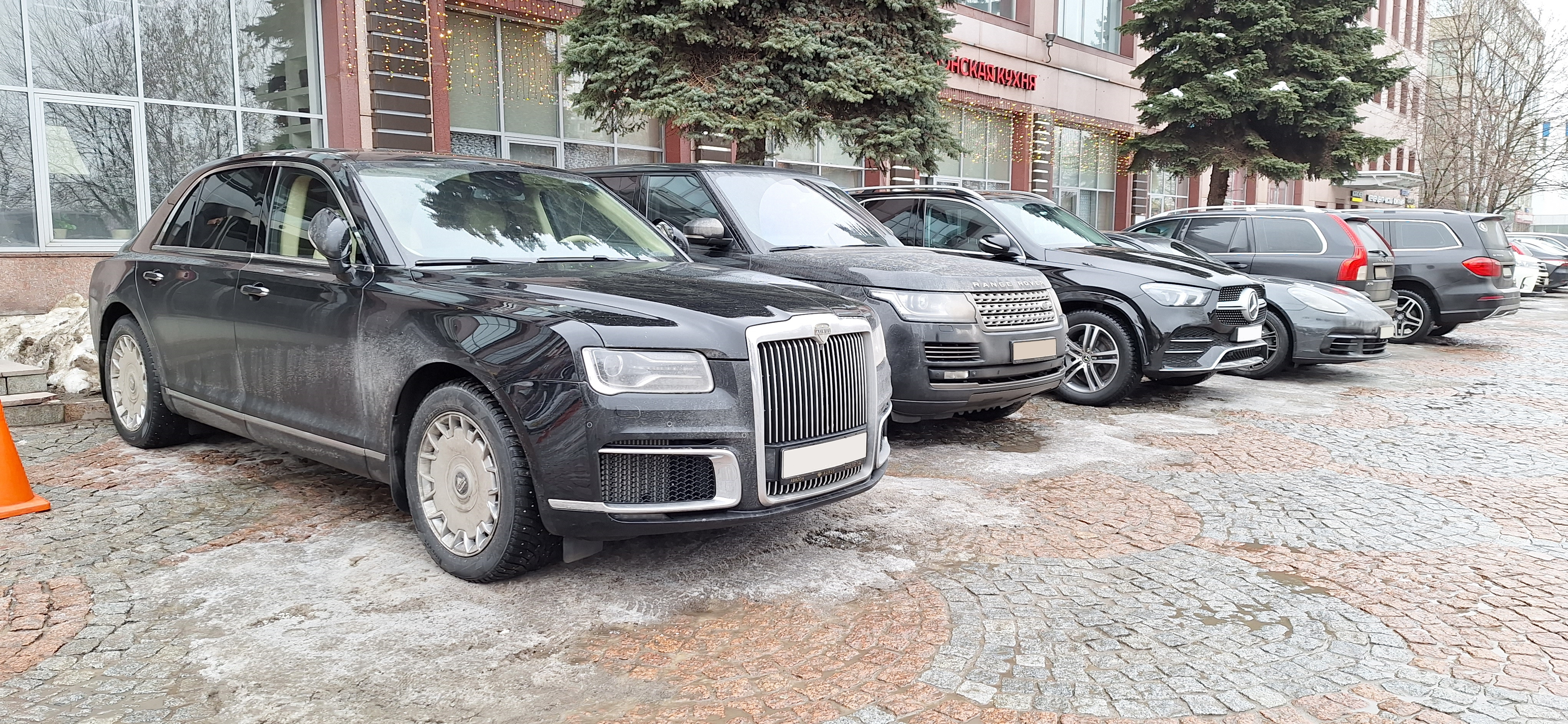
セダン
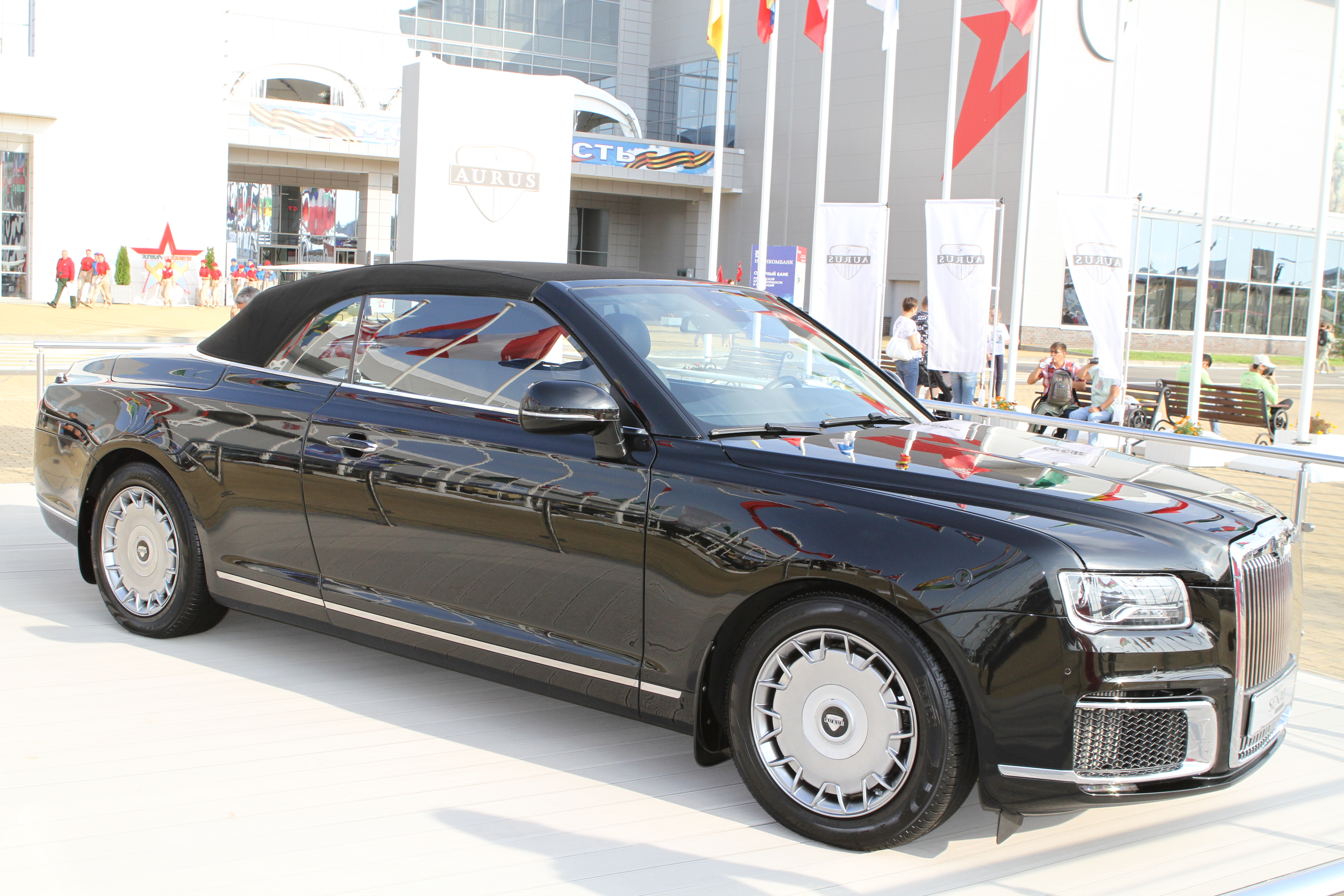
カブリオレ
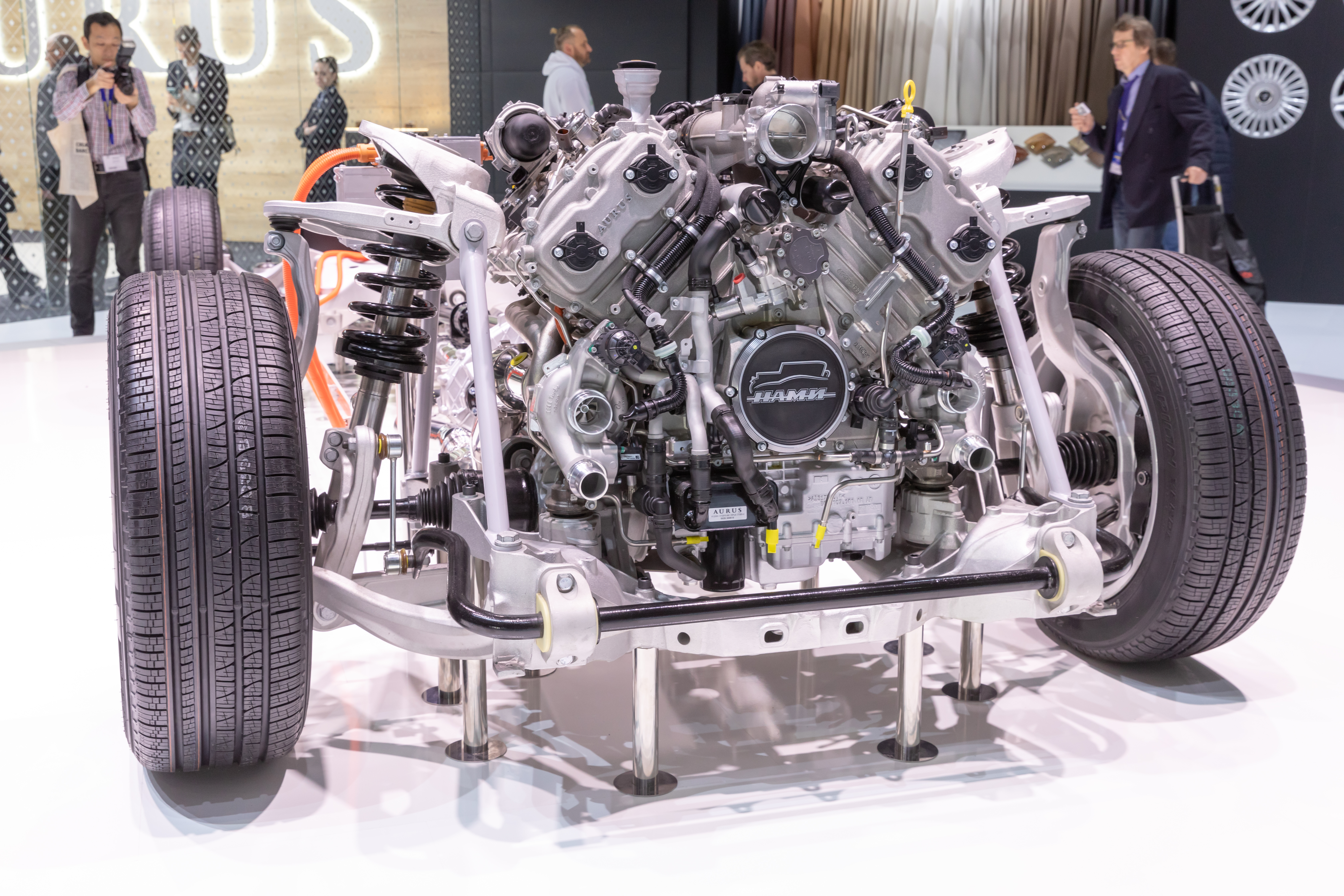
エンジン
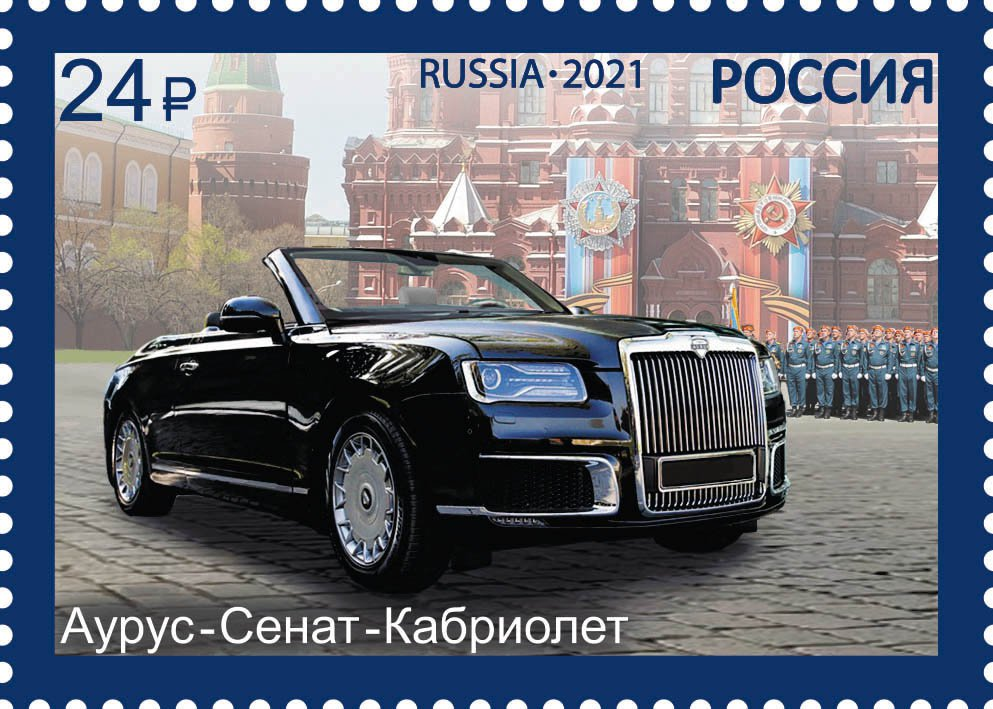
カブリオレ（切手）